# Kenneth Gentry
Kenneth Edward Gentry (* 28. Januar 1961 in Bartow County, Georgia; † 16. April 1997 in Huntsville, Walker County, Texas) war ein US-amerikanischer Mörder und Gefängnisausbrecher. Er wurde 1997 hingerichtet.

## Ereignisse
Gentry wurde im März 1980 wegen Eigentumsdelikten in Atlanta zu einer mehrjährigen Haftstrafe verurteilt. Im Oktober 1980 entkam er aus dem Gewahrsam, wurde wieder verhaftet und für die Flucht zu einer weiteren Haftstrafe von einem Jahr verurteilt.
Am 15. Juli 1982 gelang ihm die Flucht aus dem Georgia Industrial Institute in Banks County, indem er mit einem Gefängnisfahrzeug einen Zaun durchbrach. Er reiste anschließend mit seiner Schwester, seiner Freundin und dem 23-jährigen Anhalter Jimmy Ham durch Texas, Georgia, Florida und Oklahoma, wobei die beiden Männer auch einen Raubüberfall verübten. Am 10. September 1983 erschoss Gentry seinen Komplizen Jimmy Ham in Denton County, laut Gericht, um dessen Identität anzunehmen. Die Leiche wurde zwei Tage später entdeckt.
Am 15. September 1983 wurde Gentry, zusammen mit seiner Schwester und seiner Freundin, in Minnesota verhaftet. Während er auf seine Verhandlung wartete, scheiterte ein Fluchtversuch aus dem Denton County Jail. Seine Mutter hatte versucht, eine Schusswaffe für ihn einzuschmuggeln, wurde jedoch verhaftet.
Am 5. März 1984 wurde Gentry wegen Mordes zum Tode verurteilt. Die Strafe und das Urteil wurden im November 1988 vom texanischen Berufungsgericht bestätigt. Am 9. November 1994 versuchte er mit einem Mithäftling aus dem Todestrakt der Ellis Unit zu entkommen, wurde jedoch nach der Überwindung eines Sicherheitszaunes von einer Gefängniswärterin gestellt.
Im April 1997 wurde er in der Huntsville Unit mit der Giftspritze hingerichtet.